# Positions
Positions je jediné studiové album projektu Trash Palace. Producentem alba a autorem většiny písní je Dimitri Tikovoi. Nachází se na něm celkem dvanáct skladeb (plus jedna skrytá), přičemž dvě z nich jsou coververze; první z nich je „Venus in Furs“ od americké skupiny The Velvet Underground a druhá „Je t'aime moi non plus“ od francouzského umělce Serge Gainsbourga. Název projektu Trash Palace pochází ze stejnojmenného gay klubu v londýnské čtvrti Soho. Zpěvák Brian Molko, jeden z hudebníků, kteří se na albu podíleli, album popsal slovy: je to album o pornografii a šukání. Vedle Tikovoie a Molka se na albu podíleli například velšský hudebník John Cale nebo italská herečka Asia Argento.

## Seznam skladeb
| Pořadí | Název                                    | Autor                                      | Zpěvák                            | Délka |
| ------ | ---------------------------------------- | ------------------------------------------ | --------------------------------- | ----- |
| 1.     | Sex on the Beach                         | Dimitri Tikovoi                            |                                   | 2:10  |
| 2.     | Bad Girl                                 | Tikovoi, Lian Warmington                   | Lian Warmington                   | 4:00  |
| 3.     | The Metric System                        | Tikovoi, Brian Molko                       | Brian Molko                       | 3:30  |
| 4.     | Your Sweet Love                          | Tikovoi, Alison Shaw                       | Alison Shaw                       | 5:04  |
| 5.     | Venus in Furs                            | Lou Reed                                   | Cozette                           | 3:33  |
| 6.     | Maculée Conception                       | Tikovoi, Harriet Roberts, Jean-Louis Murat | Harriet Roberts, Jean-Louis Murat | 3:58  |
| 7.     | The Insult                               | Tikovoi, John Cale, Rupert Thomson         | John Cale                         | 5:37  |
| 8.     | Animal Magic                             | Tikovoi                                    |                                   | 4:07  |
| 9.     | Mary                                     | Tikovoi, C Roché                           | Luna James                        | 4:11  |
| 10.    | Insatiable                               | Tikovoi, Warmington                        | Lian Warmington                   | 3:44  |
| 11.    | Je t'aime moi non plus                   | Serge Gainsbourg                           | Asia Argento, Brian Molko         | 4:20  |
| 12.    | X Dummy                                  | Dimitri Tikovoi                            |                                   | 2:19  |
| 13.    | Intérprete Desconhecido (skrytá skladba) | Dimitri Tikovoi                            |                                   | 3:32  |